# Paul Lesbazeilles
Paul Lesbazeilles est un philosophe français né le 14 août 1857 à Saint-Prix (Seine-et-Oise) et mort le 26 décembre 1917 à Versailles.

## Biographie

### Jeunesse et études
Petit-fils de l'écrivain breton Emile Souvestre et de Nanine Souvestre-Papot écrivaine et engagée dans l'éducation des filles. Sa mère est Fanny Noémi Souvestre (1834-1902, qui réalise la première traduction en français de Jane Eyre) et son père Eugène (décédé le 12 juin 1904) est bibliothécaire à Versailles. Enfant maladif et dépressif il est un élève brillant. Docteur ès lettres, il est essentiellement connu pour avoir été major de l'agrégation de philosophie en 1881,, devançant Henri Bergson, Jean Jaurès, et Gustave Belot.
Il a soutenu ses thèses de français et de latin devant la Faculté des lettres de Paris le 16 mai 1884. 

### Parcours professionnel
Il a entre autres été suppléant de la chaire de philosophie de la Faculté de lettres de Dijon et maître de conférences à la Faculté des lettres de Bordeaux.
Il s’est notamment intéressé à la « psychologie des religions » dans deux articles parus dans la Revue philosophique en mai et juin 1886 intitulés Les bases psychologiques de la religion, et « s'est occupé aussi des relations sociales et des “conditions de l'adaptation collective” comme préfigurées, anticipées, sanctifiées par les mythes et rites religieux ».
Il a deux sœurs : Suzanne (décédée en 1876), dont un fils Robert, et Madeleine, dont postérité.

## Publications
- Le Fondement du savoir, Cerf, 1883, 239 p.
- De Logica Spinozae, Cerf, 1883, 108 p. (thèse en latin)
- « Les Bases psychologiques de la religion », Revue philosophique de la France et de l'étranger sur Gallica, 1886, p. 367-385 et 474-494.
- « Note sur un nouvel emploi du mot "Métaphysique" », Revue philosophique de la France et de l'étranger sur Gallica, 1888, p. 539-545.
- « Un Paradoxe psychostatique », Revue philosophique de la France et de l'étranger sur Gallica, 1890, p. 172-181.